# Tureano Johnson
Tureano Dexter Johnson (* 12. Februar 1984 in Nassau) ist ein Profiboxer aus Bahamas.

## Amateurkarriere
Tureano Johnson bestritt über 300 Amateurkämpfe im Halbwelter- und Weltergewicht. Sein Trainer war der ehemalige Profiboxer und dreifache WM-Herausforderer Ray Minus (* 1964). Johnson gewann acht Goldmedaillen bei Karibischen Meisterschaften und wurde dabei auch fünfmal zum besten Boxer der Meisterschaften gewählt. 2003 gewann er die Silbermedaille bei den Commonwealth Meisterschaften in Malaysia und 2007 die Goldmedaille bei der Panamerikaspiele-Qualifikation in Trinidad. Bei den Spielen selbst, unterlag er jedoch im Viertelfinale gegen Diego Gabriel Chaves 6:9 nach Punkten.
Zudem war er Teilnehmer der Weltmeisterschaften 2005 und 2007, schied jedoch vor Erreichen der Medaillenränge gegen Naim Terbunja, Schweden, bzw. Borna Katalinić, Kroatien, aus. 2008 nahm er an der amerikanischen Olympiaqualifikation in Trinidad und Guatemala teil. Er besiegte dabei Fernando Espinosa aus Ecuador, diesmal auch Diego Gabriel Chaves aus Argentinien, Pedro Lima aus Brasilien sowie Omar Moreno aus Venezuela und erlitt nur zwei knappe Punktniederlagen gegen Pedro Lima (13:14) und Gilbert Castillo (2:3), womit er sich als erst dritter Boxer aus Bahamas für olympische Spiele qualifizieren konnte.
Bei den anschließenden Olympischen Sommerspielen 2008 in Peking besiegte er Rolande Moses und Olexander Stretskii, ehe er im Viertelfinale gegen Qanat Ïsläm ausschied und damit den fünften Platz erreichte. Nach den Spielen wurde er auf Platz 4 der Weltrangliste geführt.

## Profikarriere
2010 wechselte er ins Profilager und zog in die USA, wo er sich in Georgia niederließ. Er gewann sein Debüt am 5. März durch K. o. in der ersten Runde. 13 weitere Siege folgten, darunter ein einstimmiger Punktesieg gegen den ungeschlagenen Willie Fortune (15-0). Im April 2014 verlor er umstritten gegen Curtis Stevens (26-4), nachdem er auf allen drei Punktzetteln in Führung liegend, vom Ringrichter in der letzten Runde aus dem Kampf genommen wurde.
Gleich darauf schlug er Mike Gavronski (14-0) und wurde dadurch Meister des amerikanischen Kontinents der WBC. In einem weiteren Kampf besiegte er zudem den Veteranen aus Ecuador, Humberto Toledo (41-11), vorzeitig in der sechsten Runde.
Im Januar 2015 siegte er vorzeitig gegen den Kolumbianer Alex Theran (17-1) und wurde somit Internationaler Meister der WBA und Silver-Titelträger der WBC. Im Oktober 2015 gewann er gegen Eamon O’Kane (14-1) einstimmig nach Punkten. Im August 2017 verlor er durch technischen Knockout in der zwölften Runde gegen Serhij Derewjantschenko.
Im Juli 2019 gewann er durch TKO gegen Jason Quigley, nachdem dieser den Kampf nach der neunten Runde aufgegeben hatte. Im Oktober 2020 verlor er gegen Jaime Munguía.